# Đại Nhật kinh
Đại Nhật kinh (zh. 大日經, sa. mahāvairocanābhisaṃbodhi -vikurvitādhiṣṭhāna -vaipulyasūtrendrarāja -nāma -dharmaparyāya, mahāvairocanābhi -saṃbodhisūtra, mahāvairocanābhisaṃbodhivikurvitādhiṣṭhāna -vaipulyasūtra) là một bộ kinh quan trọng của Mật tông. Kinh được Đại Sư Thiện Vô Uý (zh. 善無畏, sa. Śubhākarasiṃha) dịch sang Hán văn vào đời Đường, năm 724, với sự hỗ trợ của Sư Nhất Hạnh (一行) và Bảo Nguyệt (寶月). Kinh mang số 848 và được xếp vào sách thứ 18 (1-55) của Đại Chính tân tu đại tạng kinh. Tên gọi đầy đủ của kinh là Đại Tì-lô-giá-na thành Phật thần biến gia trì kinh (大毘盧遮那成佛神變加持經), viết tắt là Tì-lô-giá-na thành Phật kinh (毘盧遮那成佛經) hoặc Đại Tì-lô-giá-na kinh (大毘盧遮那經). Đại Nhật kinh bao gồm 7 quyển với 6 quyển đầu là chính văn và quyển thứ bảy nói về nghi thức hành lễ. Kinh này kết hợp với Kim cương đỉnh kinh (Vajraśekhara-sūtra) và Tô tất địa kinh (Susiddhikara-mahātantra-sād-hanopāyika-paṭala) tạo thành pháp tu cốt lõi của Mật Tông.